# 1re division marocaine (1940)
Ne pas confondre cette division avec la  Division marocaine de la 1re Guerre mondiale.
La 1re Division marocaine (1re DM), créée le 27 octobre 1939, est une division d'infanterie de l'armée d'Afrique qui participe à la Bataille de France (mai-juin 1940) de la Seconde Guerre mondiale.
La 1re DM s'illustre à la bataille de Gembloux le 15 mai 1940 puis lors de la défense de Lille fin mai 1940.

## Historique
- Créée le 27 octobre 1939. Division active, formée de régiments actifs du Maroc et mise sur le type nord-est à son arrivée en métropole.
- Dissoute en 1940

## Chefs de corps
- Commandant : général Audet (1939-26 février 1940), puis général Mellier (27 février 1940).
- Chef d'état-major : commandant Nardin, puis capitaine Castaing (22 mai 1940).
- Commandant l'infanterie divisionnaire : colonel Crépin.
- Commandant l'artillerie divisionnaire : colonel Ronin.

## Rattachement
- 4e Corps d'armée (général Henri Aymes) de la 1re Armée

## Seconde Guerre mondiale (1939-1940)
Constituée à Meknès, au Maroc, le 2 septembre 1939, la division fait mouvement vers Oran le 24 octobre, débarque à Marseille et stationne de Bayonne à Luchon et de Toulouse à La Rochelle avant de gagner, par voie ferrée, le 14 novembre, la zone de Fresnes-en-Woevre, Vigneulles-lès-Hattonchâtel et Sponville.

### Front de Lorraine
Le 17 décembre 1939, relève de la 1re D.I.N.A. dans le secteur d'Elzange (IIIe armée), avec P.C. à Bertrange. Le 23 janvier 1940, la division est à son tour relevée par la 20e D.I. et, après regroupement dans la zone Uckange, Moyeuvre, Roncourt, fait mouvement à partir du 3 février, voie de terre, vers Vitry-le-François et Châlons-en-Champagne. Elle y séjournera pendant deux mois. Le 1er avril, elle est transportée vers la zone de Bavay, de Le Quesnoy, de Maubeuge, avec P.C. à Berlaimont (1re Armée, 5e C.A.). Le 4, elle relève la 82e D.I.A. dans le secteur du Hainaut, de Wargnies-le-Petit à la Sambre.

### Bataille de la Dyle
Le 10 mai 1940, la division fait mouvement, voie de terre, dans la nuit vers Mons, Havré, Sars-la-Bruyère. Le 11, toujours dans la nuit, vers Houdeng, Thieu, Seneffe. Le 12 et le 13, les 1er et 2e R.T.M. sont transportés en camions, de nuit, sur la position Ernage-Gembloux et la division s'installera, le 14, sur la voie ferrée. En fin de matinée, ce jour-là, après le repli de la 3e D.L.M., des actions confuses s'engagent à Ernage sous le bombardement des stukas et de l'artillerie ennemie. Le 15, Ernage est perdu au matin, les liaisons rompues avec la 1re division d'infanterie motorisée, la position entamée, des combats se livrent sur la ligne d'arrêt, puis vient l'ordre de repli sur la V.F. de Tilly, décrochage difficile. Le 16, occupation de la position de Villers-la-Ville à Marbais, combats continuels. Le 17, repli derrière le canal Charleroi-Bruxelles, puis vers Mons. Les liaisons sont en partie rompues. Le 18, des éléments sont regroupés au sud-ouest de Valenciennes.
Deux plaques commémoratives sont apposées au pied du chevet de l'église Saint-Pierre de Noirmont près d'Ernage pour perpétuer le souvenir des combattants du 110e R.I. et de la 1re division marocaine tombés lors des combats autour d'Ernage.
|  |  |  |

### Bataille du Nord
Le 19 mai, avec ce qui a pu être remis sur pied, on installe une position face au sud-est, sur l'Escaut, du pont de Rouvignies à Bouchain. Le 20, l'ennemi franchit l'Escaut au pont de la Cimenterie, puis la position est rétablie par une contre-attaque. Après regroupement dans la, zone de Marchiennes-Campagne, Warlaing, Erre, la division passe au nord de la Scarpe, le 21 mai, de Wred à Warlaing. Les 22 et 23, les 2e et 7e R.T.M. sont réorganisés en bataillons de marche, un régiment d'artillerie a disparu. Le 24, sur le canal de la Deule, face au sud-ouest, d'Oignies à Les Baraques. Le 25, contacts à Meurchin et Pont-à-Vendin. Le 26, franchissement de la Deule par l'ennemi aux ponts de Courrières et Maudit, prise du faubourg sud de Carvin. L'arrivée d'éléments de la 2e D.I.N.A. permet de rétablir un front Camphin, Provin, Les Baraques, avec contre-attaque de la 3e D.L.M.. Le 27, des combats se livrent à Don et Allennes. Le soir, repli sur la Lys. Le 28, coupée en trois tronçons, la Division Marocaine se replie vers Lille, combat dans Lille-Canteleu les 29 et 30 mai, puis des débris rejoignent Malo-Terminus, réussissent à s'embarquer, subissent des pertes en mer par bombardements aériens, séjournent en Angleterre du 2 au 5 juin, sont transportés à Brest, ébauchent, les 8 et 9, une réorganisation dans la zone Beaumesnil. La Barre-en-Ouche, y retrouvent les trains régimentaires et les services de la division évacués du Nord avant l'encerclement.
Il reste 4 000 hommes environ de la 1re division marocaine, qui sont sur la Risle, à La Ferrière et La Neuve-Lyre le 10 juin, remettent sur pied un 1er R.T.M. à 2 bataillons et passent à la 1re division légère nord-africaine.

## Bilan des pertes
Du 10 mai au 24 juin 1940, la 1re division marocaine  compte près de 700 tués dont près de 70 % de soldats maghrébins originaires du Maroc et d'Algérie.

## Composition
La 1re DM était composée en 1940 d’environ 61 % de militaires marocains engagés volontaires et 39 % de cadres français (officiers, sous-officiers et volontaires français).

### Cavalerie
- 80e groupe de reconnaissance de division d'infanterie

### Infanterie
- 1er régiment de tirailleurs marocains (1er RTM) : colonel Rouyer, puis lieutenant-colonel Bocat (12 mai 1940), commandant Flamant (22 mai 1940)
- 2e régiment de tirailleurs marocains (2e RTM) :  lieutenant-colonel Brial puis lieutenant-colonel Suffren (22 octobre 1939), colonel Cordier (15 janvier 1940), lieutenant-colonel Leussier (22 mai 1940)
- 7e régiment de tirailleurs marocains (7e RTM) : colonel Vendeur

### Artillerie
- 64e régiment d'artillerie d'Afrique (64e RAA)
- 264e régiment d'artillerie lourde (264e RALD)

## Hommages
Inscriptions de bataille
L'inscription de bataille Gembloux 1940 est attribuée aux drapeaux des : 
- 1er régiment de tirailleurs marocains (1er RTM)
- 2e régiment de tirailleurs marocains (2e RTM)
- 7e régiment de tirailleurs marocains (7e RTM)
- 64e régiment d'artillerie d'Afrique (64e RAA)

Citations collectives à l'ordre de l'Armée
Après la guerre, les régiments de la 1re Division marocaine obtiendront, l'hommage officiel des armées française et belge pour leurs faits d'armes (huit citations).
« [..] Les 28, 29, 30 et 31 mai 1940, par le sacrifice de ses derniers éléments, il arrêtait, par des combats de rues, à Loos-sous-Lille, la progression allemande jusqu'à ce qu'il fut réduit à quelques officiers et une poignée de tirailleurs privés de munitions [...]  »
— Extrait de la 1re citation à l'ordre de l'armée décernée au 2e RTM après les combats à Lille fin mai 1940
« Régiment Nord-Africain d'élite. A fait preuve des plus belles qualités d'endurance et de combativité dès les premiers engagements de mai 1940, en Belgique, sous l'ardente impulsion de son chef, le Colonel VENDEUR. Ayant couvert 130 kilomètres en trois jours, a subi, dès son arrivée sur la position de Cortil-Noirmont, très sommairement organisée, le choc des divisions blindées allemandes. Malgré l'état de fatigue immense des Tirailleurs et l'absence de tout obstacle de valeur barrant la trouée de Gembloux, le 1er Bataillon à Ernage, les 2e et 3e Bataillons à Cortil-Noirmont, ont réussi, le 14, 15 et 16 mai 1940, à arrêter les attaques des forces adverses, leur infligeant des pertes très dures en hommes et matériel. Maintenu en arrière-garde après le repli général ordonné le 15 mai, s'est énergiquement dégagé dans la matinée du 16, du centre de résistance de Cortil-Noirmont, pour porter à Tilly un vigoureux coup d'arrêt à l'ennemi, refoulant son infanterie sur plusieurs kilomètres par une contre-attaque brutale à la baïonnette. »
— Citation à l'ordre de l'armée française décernée au 7e RTM  après les combats à Gembloux
« Régiment d'élite qui, fidèle à ces traditions légendaires, a donné toute sa mesure de bravoure et d'esprit de sacrifice au cours des opérations de mai 1940 en Belgique. Engagé en hâte dans la bataille de Gembloux avec la 1re Division Marocaine, après avoir couvert 130 kilomètres en trois jours, a, dès son arrivée sur la position, subi le choc des formations blindées allemandes. À Cortil-Noirmont et à Ernage, les 14 et 15 mai, a réussi, au prix de lourds sacrifices, à arrêter les attaques répétées des forces adverses. Maintenu en arrière-garde après le repli général ordonné le 15 mai, le Régiment s'est énergiquement dégagé le 16 mai du centre de résistance de Cortil-Noirmont et a mené à Tilly une brillante contre-attaque à la baïonnette, refoulant l'ennemi de plusieurs kilomètres. »
— Citation à l'ordre de l'armée belge décernée au 7e RTM  après les combats à Gembloux
Voies portant le nom de la 1re Division marocaine
- Rue de la Première Division Marocaine à Gembloux en Belgique